# Le Chahut
Le Chahut eller Cancan är en oljemålning av den franske neoimpressionistiske konstnären Georges Seurat. Den målades 1889–1890 och är utställd på Kröller-Müller Museum i Otterlo. 
Le Chahut ställdes ut tillsammans med Cirkusen på independenternas salong i mars 1891. Seuret dog i difteri bara några dagar efter utställningens öppnande; han var då 31 år gammal. Målningen föreställer en kvartett cancandansare på en scen i Paris. Dansen kallades även chahut, var känd för sina höga bensparkar och blev enormt populär under 1800-talets andra hälft på ställen som Moulin Rouge i Montmartre. Målningen ingår i en trio av pointillistiska målningar med motiv från Paris mondäna nöjesliv ("la vie moderne") där de andra är Cirkusen och Parade de cirque.